# Юшки (Калинковичский район)
Юшки (бел. Юшкі) — деревня и железнодорожная станция (на линии Жлобин — Калинковичи), в Дудичском сельсовете Калинковичского района Гомельской области Беларуси.

## География

### Расположение
В 11 км на северо-восток от Калинкович, 137 км от Гомеля.

## Транспортная сеть
Транспортные связи по просёлочной, затем автомобильной дороге Гомель — Лунинец. Планировка состоит из 2 коротких, параллельных между собой улиц, ориентированных с юго-востока на северо-запад и застроенных преимущественно деревянными крестьянскими усадьбами.

## История
Обнаруженные археологами городища (в 2 км на север и в 1,5 км на северо-запад от деревни) свидетельствуют о заселении этих мест с давних времён. По письменным источникам известна с XIX века как деревня в Речицком уезде Минской губернии. Поместье с 1883 года во владении Горвата. В 1879 году отмечено как селение в Дудичском церковном приходе. В 1908 году в Дудичской волости Речицкого уезда Минской губернии. После сдачи в эксплуатацию в 1915 году железной дороги Жлобин — Калинковичи начал действовать разъезд, а затем железнодорожная станция.
В 1931 году организован колхоз «Красные Юшки», работали кузница и ветряная мельница. Во время Великой Отечественной войны 1 июля 1941 года бойцы истребительного батальона во время бомбардировки вражеской авиацией железнодорожной станции Юшки и районного центра Калинковичи залпом из винтовок подожгли немецкий двухмоторный самолёт, который совершил вынужденную посадку около деревни Антоновская Буда, эпипаж был пленён. В октябре 1943 года оккупанты сожгли 115 дворов и убили 7 жителей. Освобождена 13 января 1944 года, 30 жителей погибли на фронте. Согласно переписи 1959 года в составе совхоза «Дудичи» (центр — деревня Дудичи). Располагались производственное объединение «Юшкинефтепродукт», магазин.

## Население

### Численность
- 2004 год — 136 хозяйств, 307 жителей.

### Динамика
- 1834 год — 12 дворов.
- 1897 год — 28 дворов, 210 жителей (согласно переписи).
- 1908 год — 41 двор, 291 житель.
- 1940 год — 140 дворов, 660 жителей.
- 1959 год — 615 жителей (согласно переписи).
- 2004 год — 136 хозяйств, 307 жителей.